# 井田完二
井田 完二（いだ かんじ、1897年（明治30年）3月23日 - 1988年（昭和63年））は、日本の内務官僚。従六位。井田特許事務所長。

## 経歴
福井県遠敷郡雲浜村（現：小浜市）生まれ。井田謙治の二男。日本加除出版取締役・井田勝久（井田耕治）の弟。1922年、高等試験行政科に合格する。1923年、京都帝国大学法学部独法科を卒業する。
内務省に入り、石川県警視、地方事務官、奈良、埼玉、愛媛、広島各県勤務。本省地方局地方債課長、財務課長、宮城、広島各県警察部長を歴任。1934年3月18日から1935年1月19日まで広島市長職務管掌。1945年に住宅営団理事となり、大阪支所長を兼ね、1949年に大阪府立大学学生部長となり、後に退職、京都市内に特許事務所を開く。

## 人物
宗教は禅宗。趣味は庭球、漕艇、絵画。住所は奈良市東城戸町。先妻・璋子は大日本麦酒監査役・内田恒太郎の三女で、息子、娘がいる。著書に井田の短歌を集めた『楽書日記』、『続 楽書日記』がある。

## 家族・親族
井田家
2002年に井田家住宅が国の登録有形文化財に登録されている。
- 妻・康子（1913年 - 2009年、奈良市選出の衆議院議員・上村耕作の娘[14]、佐保短大教授）

親戚
- 兄・井田勝久（日本加除出版取締役）[1]